# أراغوينا
أراغوينا هي بلدية في البرازيل، تتبع توكانتينس، بلغ عدد سكانها 150٬484  نسمة، في 2010، تبلغ مساحتها 4٬000٫416 كيلومتر مربع.

## الموقع
تشترك في الحدود مع:
- Aragominas [الإنجليزية]‏.

## أعلام
- ليوناردو غوميز
- توماس باستوس
- ساندرو هيروشي